# مسجد بابا آدم
مسجد بابا آدم (بالبنغالية: বাবা আদম মসজিদ)‏ هو مسجد يقع في قرية قاضي قصبة التابعة لاتحاد رامبال في مونشيجاني، بنغلاديش، شيده مالك كافور عام 1483 م ليكون بمثابة مسجد جامعي في عهد جلال الدين فاتح شاه. يقع قبر بابا آدم شاهد، واعظ مسلم من القرن الخامس عشر، بالقرب من الصرح.

## التاريخ
بحسب النقش المكتوب بالخط العربي المثبت عالياً على المدخل المركزي من جهة الشرق فقد تم بناء المسجد في رجب 888 هـ (أغسطس / سبتمبر 1483 م) في عهد سلطان البنغال جلال الدين فاتح شاه، بناه مالك المعظم مالك كافور أحد ضباط السلطان. وبحسب المؤرخ أحمد حسن داني، فإن مالك كافور هو من أصل حبشي، أصبح المسجد الآن معلمًا محميًا تابعًا لقسم الآثار، وقد تم تجديده ولا يزال في حالة جيدة.

## معرض الصور

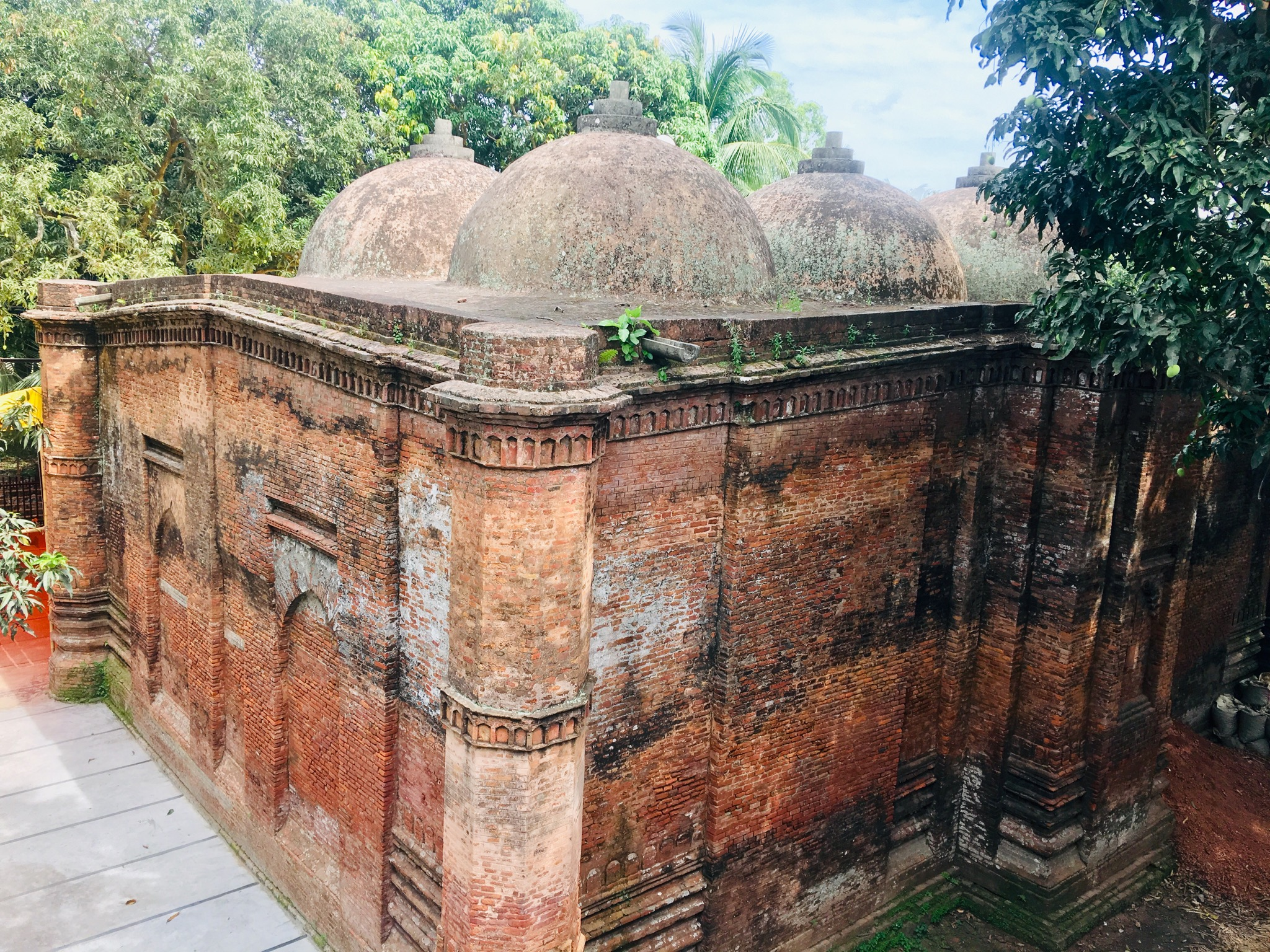
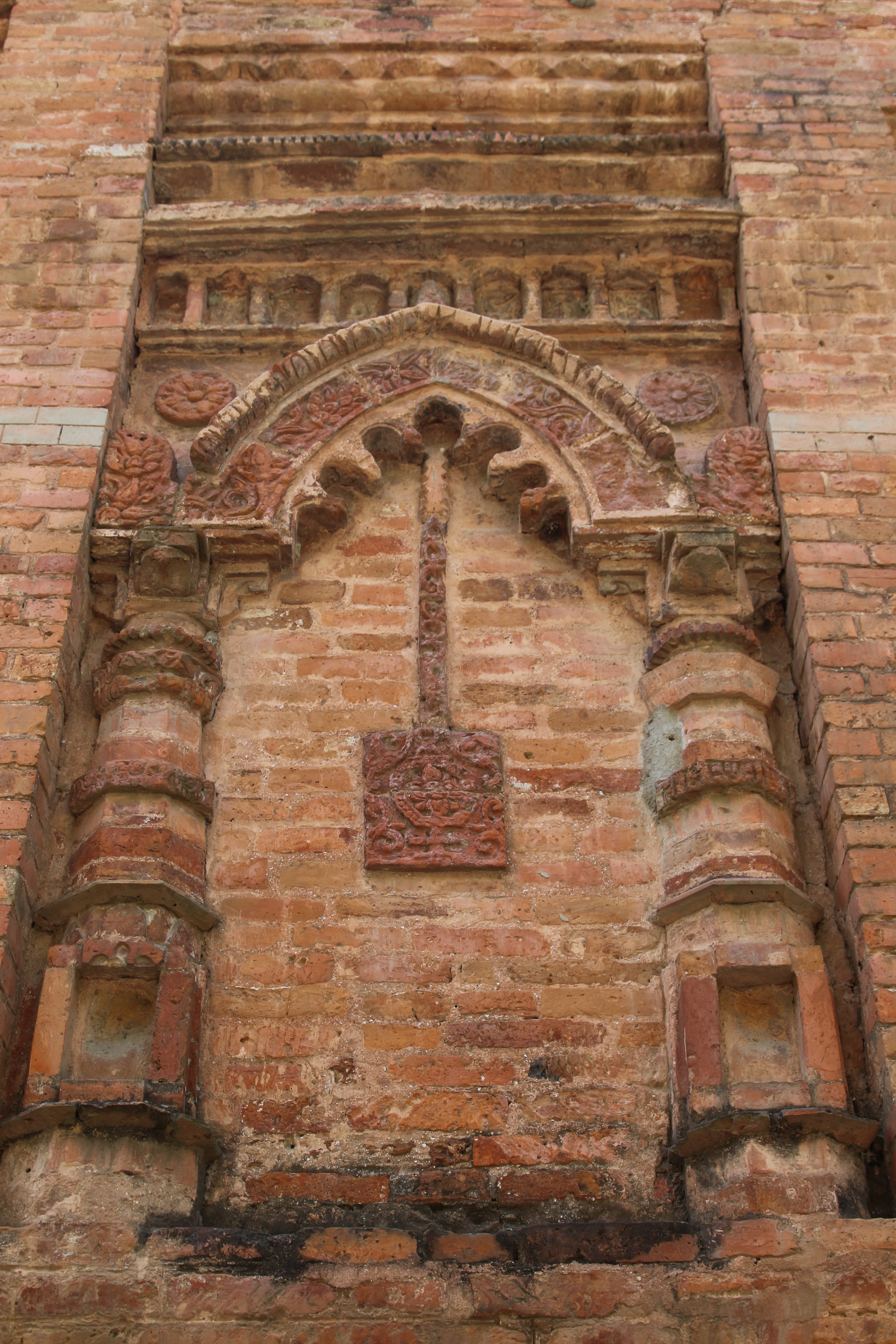
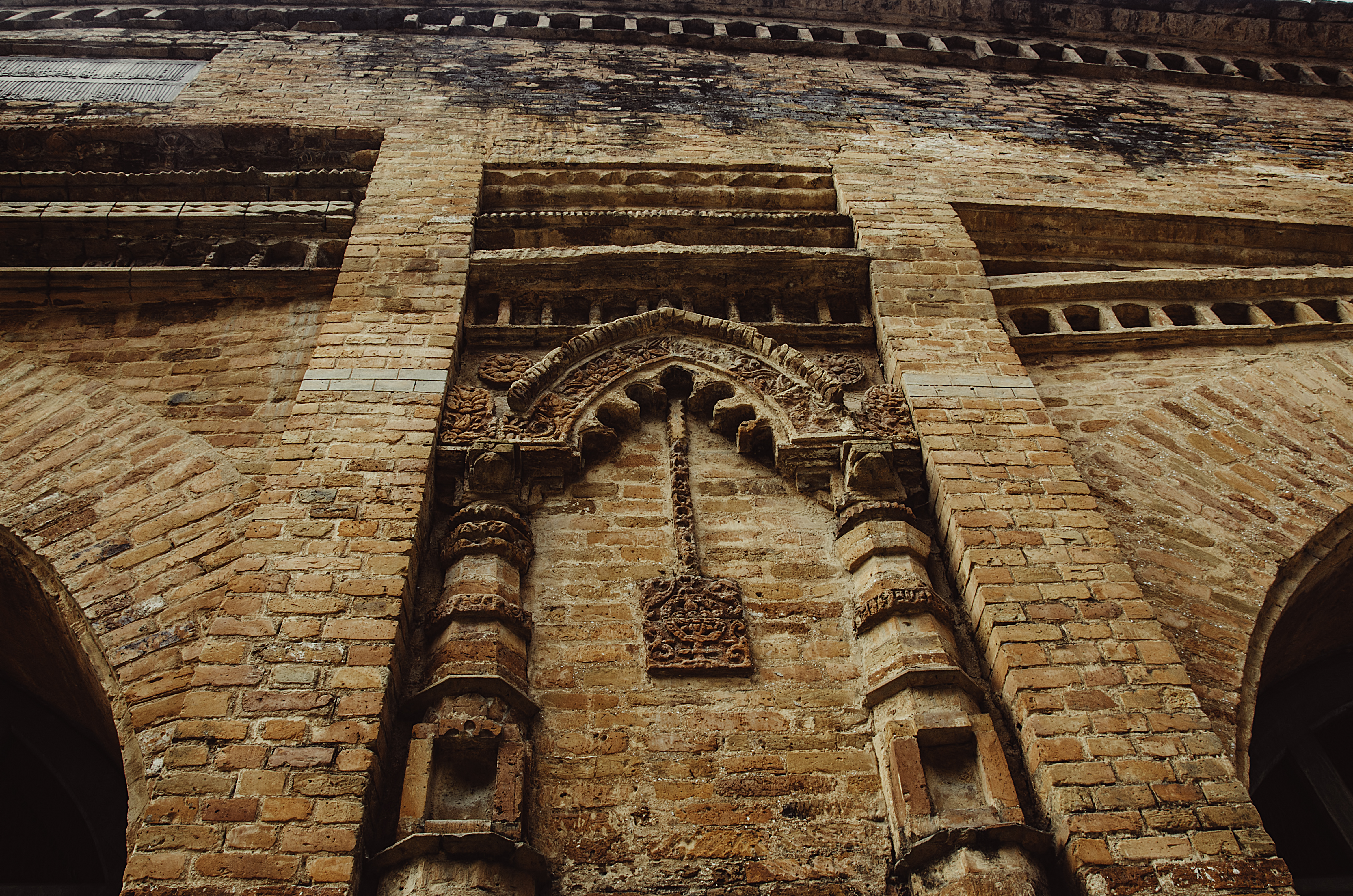
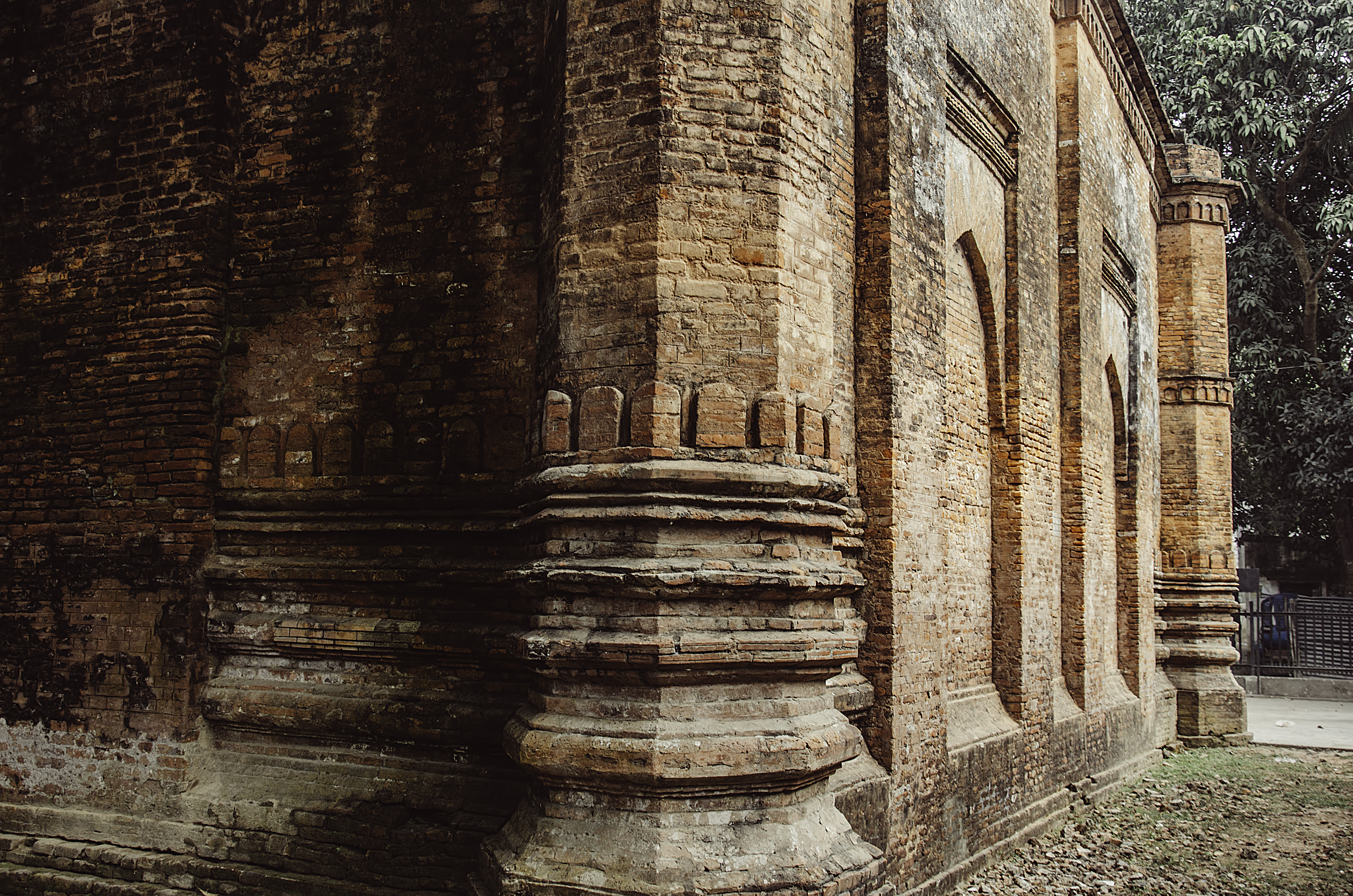
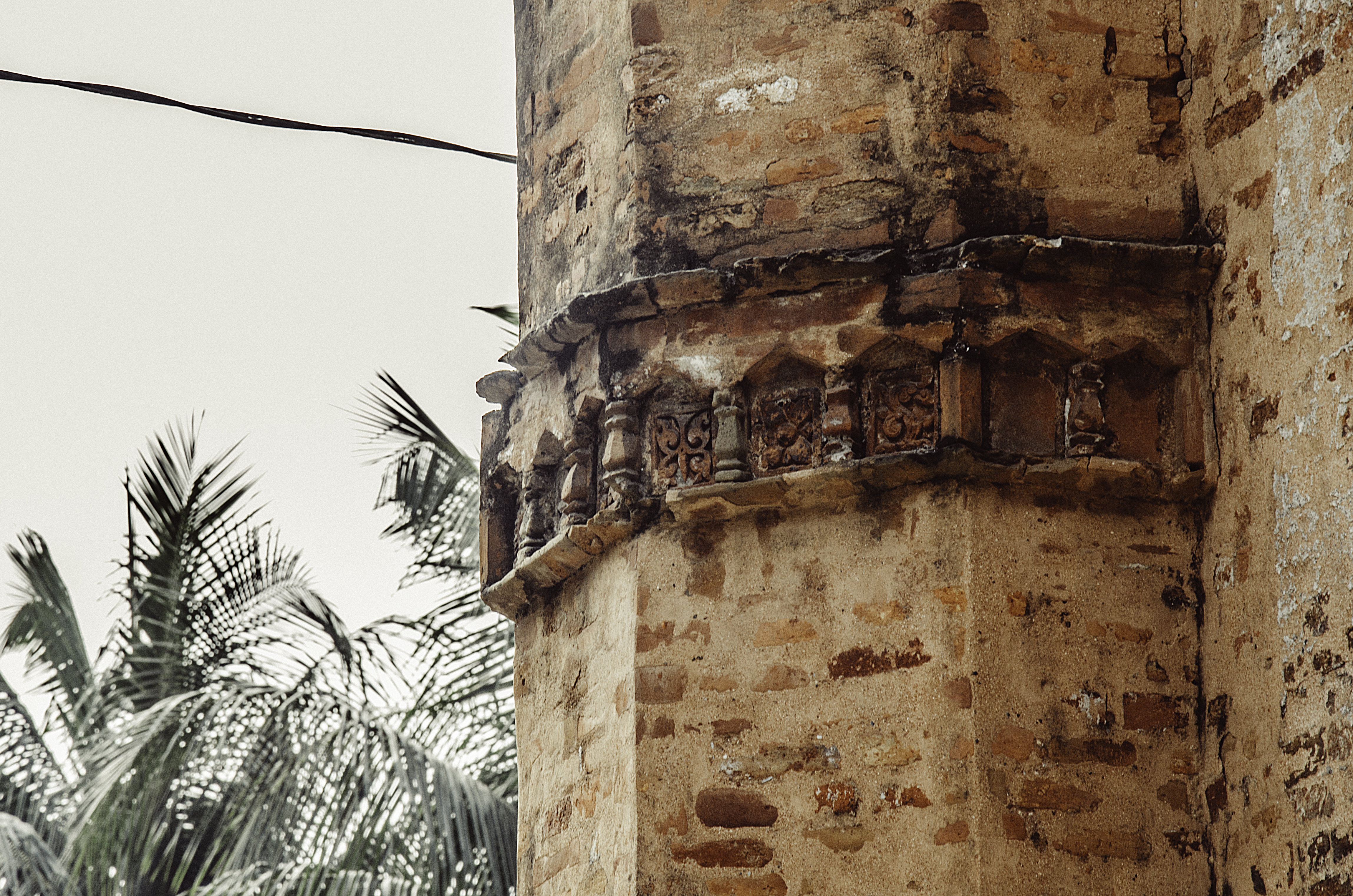
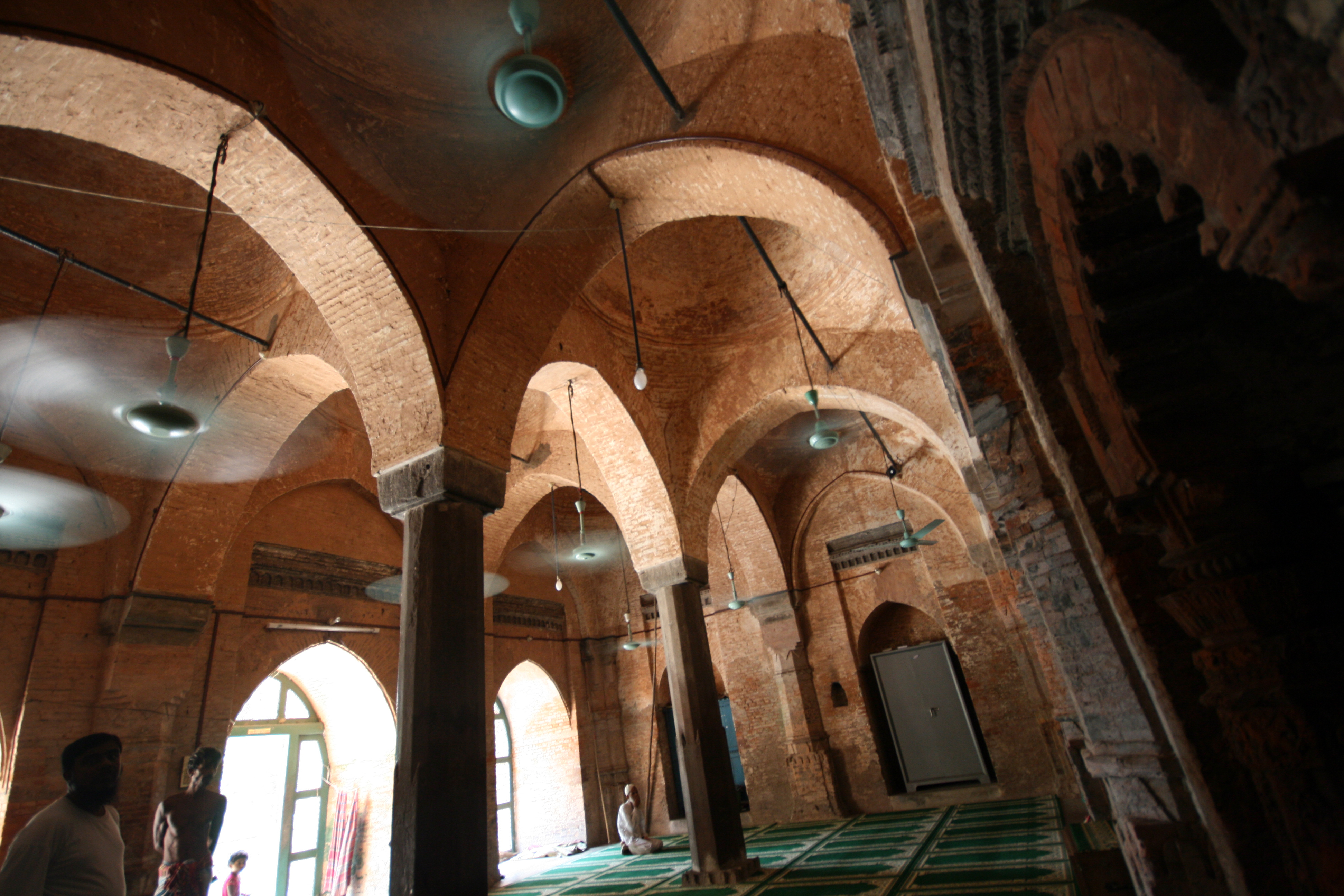
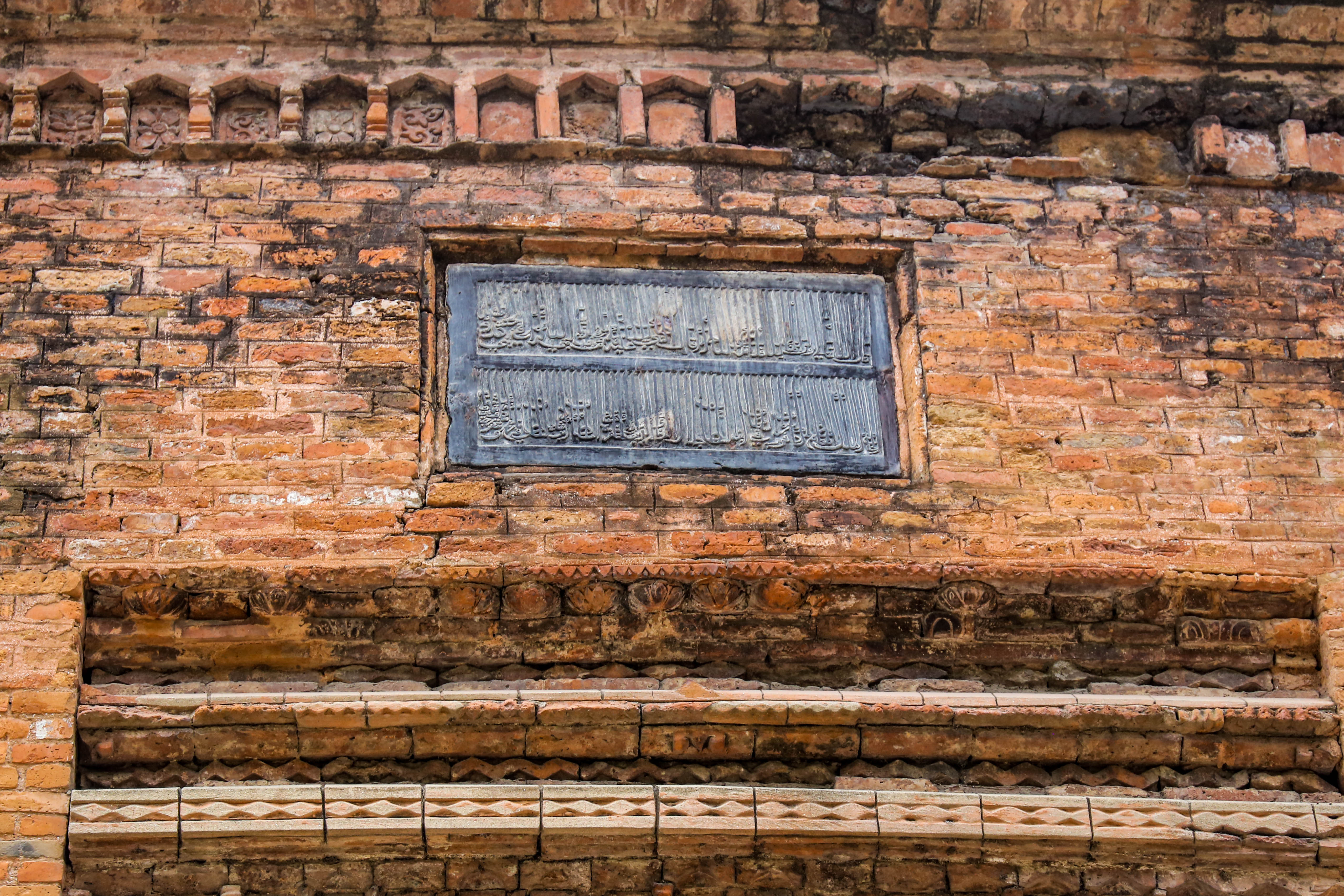